# Jakob Haringer

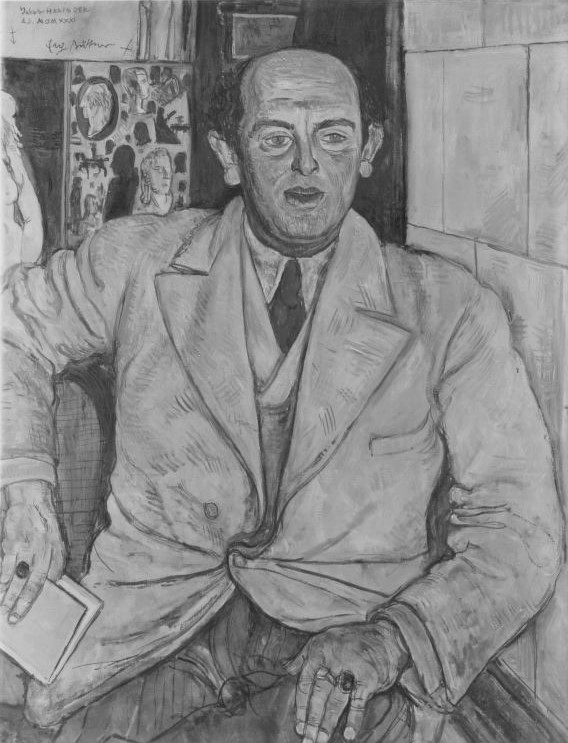
Erich Büttner: Bildnis Jakob Haringer

Jakob Haringer (* 16. März 1898 in Dresden als Johann Franz Albert; † 3. April 1948 in Zürich) war ein deutscher Schriftsteller.

## Leben
Jakob Haringer war der Sohn von Johann Baptist Haringer (1860─1941), Bücherreisender, Kellner, Gastwirt, und der Ladnerin Franziska Albert (1874─1946).
Er besuchte die Volksschule in München und Salzburg, danach die Realschule in Traunstein, später die in Ansbach. Im Alter von 16 Jahren verließ er die damalige Realschule Ansbach ohne Abgangszeugnis. Eine kurz darauf begonnene kaufmännische Lehre in Salzburg brach er bereits wenige Monate später im Februar 1915 ab und begab sich auf Wanderschaft. 1916 folgte die erste Veröffentlichung.
1917 wurde er zum deutschen Militär eingezogen und nahm am Ersten Weltkrieg in Flandern teil. 1918 wurde er wegen Herzbeschwerden als dienstuntauglich mit einer kleinen Kriegsinvalidenrente entlassen.
Haringer zog nach München, sympathisierte mit der Revolution und wurde bei der Niederschlagung der Münchner Räterepublik 1919 für kurze Zeit inhaftiert. Ab 1920 folgten weitere Veröffentlichungen, während er sein Wanderleben in Deutschland und den Nachbarländern fortsetzte und sich als Tagelöhner, im besten Fall als Kneipenpianist, durchschlug. 1926 wurde er wegen Teppichschmuggels polizeilich gesucht; später folgten Anzeigen wegen Urkundenfälschung, Meineid, Beamtenbeleidigung, Hausfriedensbruch und Gotteslästerung und mehrfache Zwangseinweisungen in psychiatrische Anstalten. 1929 nahm Haringer am Internationalen Vagabundenkongreß in Stuttgart-Degerloch teil.
Haringer wurde von Hermann Hesse, Alfred Döblin und Erich Mühsam gefördert. Durch Empfehlung von Franz Werfel und Alma Mahler-Werfel bekam er Kontakt zum Zsolnay-Verlag.
Von 1931 bis 1933 lebte er in Ebenau bei Salzburg mit der Schauspielerin Hertha Grigat zusammen. Aus dieser Beziehung gingen zwei nicht eheliche Kinder hervor, Johannes Grigat (1932–1992) und Ingeborg Grigat (heutige Hoffmann, lebt in Hamburg). 1933 wurde er Mitglied der Vereinigung sozialistischer Schriftsteller. Im Juli 1936 wurde ihm von den nationalsozialistischen Machthabern die deutsche Staatsangehörigkeit aberkannt. Im März 1938 floh Haringer aus Österreich nach Prag und von dort in die Schweiz. 
1939 lebte er vorübergehend in Paris, anschließend wieder illegal in der Schweiz, wo er während des Zweiten Weltkrieges in verschiedenen Flüchtlings- und Internierungslagern festgehalten wurde. 
1939 wurden Haringers Werke auf die „Liste des schädlichen und unerwünschten Schrifttums“ der Reichsschrifttumskammer gesetzt. Im Oktober 1940 ins Arbeitslager Dietisberg (Baselland) eingewiesen, flüchtete er im Januar 1941 nach Zürich, wo er im Februar gefasst und im Internierungslager des Gefängnisses Bellechasse bei Murten inhaftiert wurde. Im August gelang ihm die neuerliche Flucht. Januar bis Juni 1942 Aufenthalt in der Nervenklinik Schlössli in Oetwil am See bei Zürich, danach im Interniertenheim „Les Aroles“ in Leysin, 1943 im Arbeitslager Brissago (Tessin), dann „Privat-Internierter“ in Burgdorf und Bern.
Eine Berner Hilfsorganisation ermöglichte es Haringer, sich ab 1943 in Bern niederzulassen. 1946 siedelte er nach Köniz bei Bern über. Haringer starb während eines Besuchs bei Freunden in Zürich im Alter von 50 Jahren an einem Herzinfarkt.

## Rezeption
Jakob Haringer, dessen Werk vorwiegend aus Gedichten besteht, war ein eigenwilliger Autor, der nur am Rande vom Expressionismus beeinflusst war. Seine Werke haben vorwiegend die eigenen Empfindungen zum Thema und schwanken unablässig zwischen tiefem Gefühl, großer Melancholie und wüsten Ausfällen gegen Gott und die Welt. Mit seiner Lebensgestaltung stellte er sich bewusst in die Tradition von fahrenden Sängern wie François Villon, dessen Lieder er ins Deutsche übertrug. 
Haringers Nachlass  befindet sich heute im Schweizerischen Literaturarchiv in Bern und im Salzburger Literaturarchiv.

## Werke
- Tobias, Amsterdam 1916
- Weihnacht im Armenhaus, Amsterdam 1918
- Hain des Vergessens, Dresden 1919
- Abendbergwerk, München 1920
- Die Kammer, Regensburg 1921
- Das Marienbuch des Jakob Haringer, Amsterdam 1925
- Das Räubermärchen, Frankfurt a. M. 1925
- Die Dichtungen, Potsdam 1925 - Reprint: Kraus, Reihe Bibliothek des Expressionismus. Nendeln 1973
- Kind im grauen Haar, Frankfurt a. M. 1926
- Heimweh, Wien 1928
- Leichenhaus der Literatur oder Über Goethe (Die Einsiedelei. Ein Stundenblatt. Nummer V-VII), Berlin, Der Strom Verlag 1928. Neuauflage Berlin, 1982 (2. Aufl. 1983), herausgegeben und eingeleitet von Hansjörg Viesel. Weitere Neuauflage Siegen 1996 bzw. 1997 u.d.T. Leichenhaus der Literatur (Reihe Vergessene Autoren der Moderne, Bd. 69), Hrsg. mit einem Nachwort von Christoph Krahl, ISSN 0177-9869
- Die Einsiedelei. Ein Stundenblatt. Nummer VIII: 'Chinesische Strofen' bis Nummer XV: 'Ein Stundenblatt', Verse nach Regnier, Amsterdam, Christoph Brundel Verlag (= Selbstverlag), (1930)
- Abschied, Berlin 1930
- Das Schnarchen Gottes, Amsterdam 1931
- Deutsche Latrinen-Inschriften, Berlin 1931
- Der Reisende oder Die Träne, Ebenau b. Salzburg 1932
- Mein Leben. Freunde der Dichtung, Hektographierter Einblattdruck nach Maschinenschrift. (Breslau, Selbstverlag 1932). 4°, 2 S., Erste Ausgabe.- WG. 27.- Hektographiertes Schreiben an die Freunde und Mäzene m. Autobiographie und drastischer Schilderung der elenden Lebensumstände („Meine einzigen Schuhe sind zerfetzt, meine einzige Hose ist zerrissen, Mantel besitz ich keinen.“).- Dieser Einblattdruck lag den Dedikationsexemplaren von „Der Reisende oder Die Träne“ bei, wurde aber auch separat verschickt
- Andenken, Amsterdam 1934
- Vermischte Schriften, Salzburg [u. a.] 1935
- Notizen, Brundel Verlag (= Selbstverlag), Paris 1935
- Souvenir, Amsterdam 1938
- Das Fenster, Zürich 1946
- Der Orgelspieler, Fürstenfeldbruck/Bayern 1955
- Das Rosengrab, Fürstenfeldbruck/Bayern 1960
- Lieder eines Lumpen, Zürich [u. a.] 1962
- Der Hirt im Mond, Graz [u. a.] 1965
- Neun Gedichte, Köniz 1970
- Das Schnarchen Gottes und andere Gedichte, München [u. a.] 1979
- In die Dämmerung gesungen, Berlin [u. a.] 1982
- Aber des Herzens verbrannte Mühle tröstet ein Vers, Salzburg [u. a.] 1988
- Über die Liebe zu Büchern, Bayreuth 1990

## Herausgeber
- Die Einsiedelei, Amsterdam 2.1928 - 31.1929
- Epikur: Fragmente, Zürich 1947